# 君はともだち
「君はともだち」（きみはともだち、You've Got a Friend in Me）は、ランディ・ニューマンによる楽曲。1995年のアニメーション映画『トイ・ストーリー』の主題歌として書かれ、その後続編の『トイ・ストーリー2』（1999年）、『トイ・ストーリー3』（2010年）、『トイ・ストーリー4』（2019年）でも使われた。第68回アカデミー賞歌曲賞及び第53回ゴールデングローブ賞主題歌賞にノミネートされた。
『トイ・ストーリー』ではランディ・ニューマンとライル・ラヴェットがデュエットで、『トイ・ストーリー2』ではトム・スコットの演奏下でロバート・グーレが歌った。『トイ・ストーリー3』ではジプシー・キングスがスペイン語版を歌った。
『カーズ』のジョー・ランフト追悼シーンでは『トイ・ストーリー2』でウィージーが歌うシーンが1ショットのみ登場する。
日本語吹き替え版『トイ・ストーリー』では、歌手のダイアモンド☆ユカイ、ウッディ・バージョンはその役の唐沢寿明、ウィージー・バージョンは鈴木康夫が歌った。

## ダイアモンド☆ユカイのシングル
「君はともだち」は、ダイアモンド☆ユカイのシングル。1996年3月6日にポニーキャニオンから8センチCDとして発売された。規格品番はPCDW-00003。

### 収録曲
全作品、作詞・作曲：ランディ・ニューマン、訳詞：中川五郎
1. 君はともだち (You've Got a Friend in Me)
  - 『トイ・ストーリー』日本語吹き替え版主題歌
2. すべてがストレンジ (Strange Things)
3. 幻の旅 (I Will Go Sailing No More)
4. 君はともだち（オリジナル・カラオケ）

## NHK紅白歌合戦歌唱歴
| 年度/放送回               | 回 | 歌唱者              |
| ------------------------- | -- | ------------------- |
| 2019年（令和元年）/第70回 | 初 | ダイアモンド☆ユカイ |

## チャートパフォーマンス
| チャート (1996年)             | 最高順位 |
| ----------------------------- | -------- |
| カナダ RPM Adult Contemporary | 40       |